# Anorèxia nerviosa

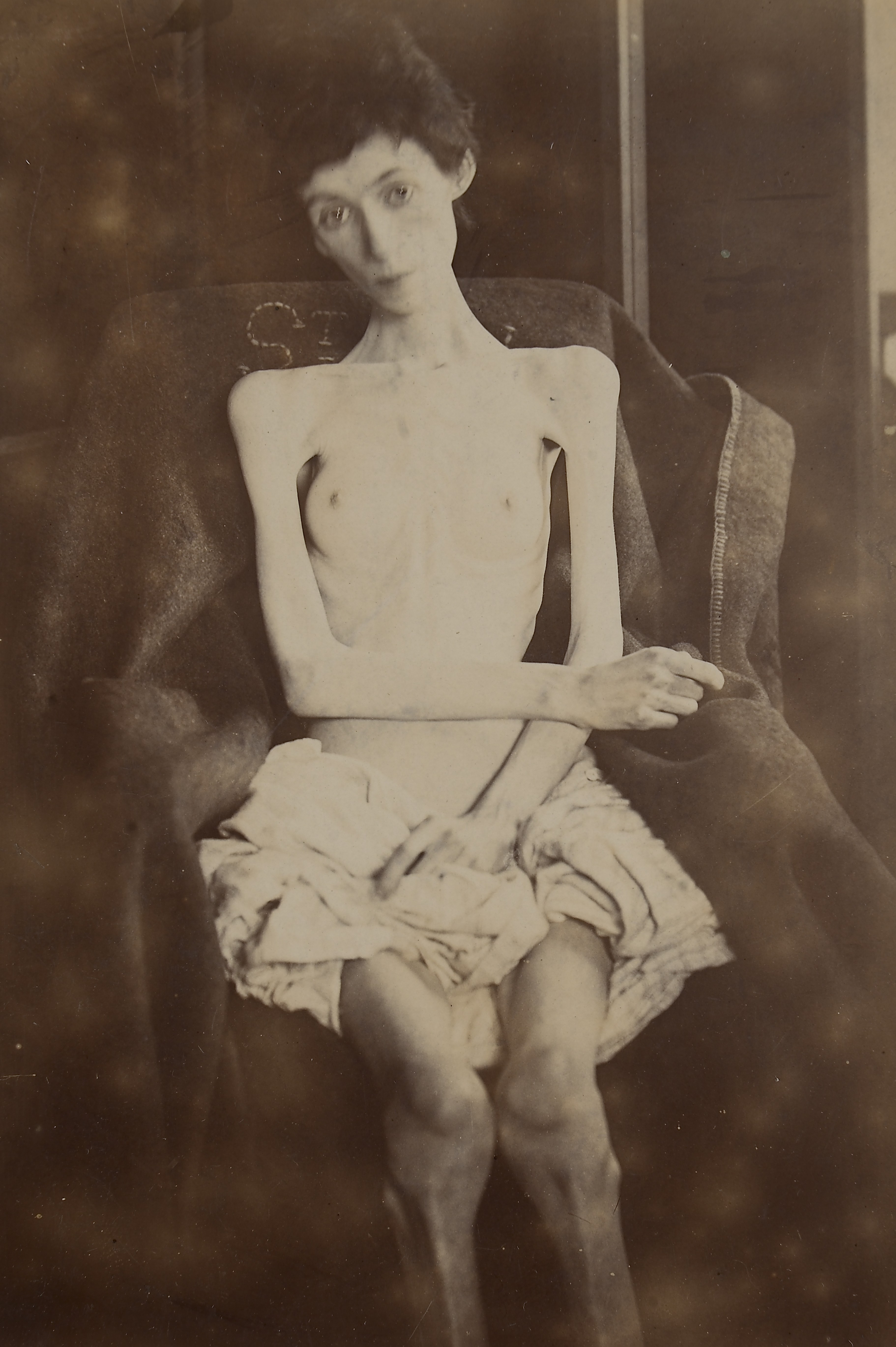
Dona afectada d'anorèxia nerviosa

L'anorèxia nerviosa és una forma d'anorèxia que consisteix en un trastorn del comportament alimentari molt greu, que inclús pot causar la mort, caracteritzat per una voluntat extrema de controlar tot aliment ingerit que sovint, tot i que pot començar amb motivacions de gaudir d'una bona salut, de l'aparició de pudor, desgrat i fins i tot fàstic amb el fet de menjar (dur-se coses a la boca, mastegar, empassar) o de ser una persona perfecta en tots els aspectes, acaba en una reducció progressiva de menjar ingerit i, per tant, d'ingrés d'energia al cos, que provoca una pèrdua progressiva de pes. Es produeix típicament a persones que pateixen una forta pressió ambiental i autoexigència, sovint acompanyada de solitud i carències afectives.
Algunes característiques d'aquesta conducta poden ser determinades per pautes particulars de manipulació d'aliments. En algunes persones pot ser provocada, i alhora esdevenir una conseqüència de la malaltia, una intensa por a l'augment de pes. Alguns han considerat que el terme anorèxia és equívoc perquè vol dir pèrdua de la gana, tanmateix, les persones amb anorèxia acaben perdent completament la gana i ja des dels primers moments perden el plaer del gust i de la gastronomia. En alguns casos, la persona que la pateix pot desenvolupar altres conductes autodestructives i d'alguna manera objectivades a extreure matèria del propi cos, com treure's pestanyes, pèls o cabells, gratar-se excessivament o treure's pells, o usar laxants desmesuradament, induir-se al vòmit. En aquest darrer cas, la persona pateix a més bulímia, una malaltia molt relacionada amb l'anorèxia. L'anorèxia també es pot presentar en comorbiditat amb altres trastorns afectius, psicològics i psiquiàtrics, com estats d'ansietat o depressió clínica.
Un metge la diagnostica comparant els símptomes i el que veu o escolta amb els criteris que dona el DSM-IV o Manual de l'associació Americana de Psiquiatria o bé el CIE-10 de l'OMS, per exemple.

## Etimologia
El terme anorèxia prové del grec i està formada per la partícula a/an (negació) més la paraula orégo (venir de gust).

## Característiques
Es caracteritza per l'aversió obsessiva al menjar, que es tradueix en terror a engreixar, distorsió de la imatge del propi cos, manca de regles i actitud d'aparent indiferència o negació del problema (pot ser dins de jocs psicològics). Es tradueix en un pes inferior al 85% del considerat normal. Són freqüents els dejunis perllongats, les dietes rigoroses, l'exercici exhaustiu i l'abús de laxants, diürètics i medicaments que suposadament ajuden a no passar gana o a interferir l'absorció d'aliments.
Inclou por a augmentar el pes i per una percepció distorsionada i delirant del propi cos que fa que el malalt es vegi obès, encara que el seu pes estigui per sota del pes recomanat. Per aquest motiu, el malalt inicia una disminució progressiva del pes mitjançant dejunis i reduccions en la ingesta d'aliments. Afecta sobretot a les dones menors de 25 anys. Aquest tipus d'anorèxia precisa no només una realimentació, sinó també un tractament psicològic.
Últimament, s'ha discutit àmpliament aquest tema, ja que determinades actituds modernes com portar la roba cada vegada més atapeïda o l'aparició de models de passarel·la cada vegada més primes pot influir negativament en l'ànim de moltes joves que intenten aconseguir el cos perfecte que la societat sembla que demana. Segons molts psicòlegs, la solució a aquest problema és educar a la joventut per tal que aprenguin a escapar d'aquesta moda basada en l'obsessió per una figura prima i ensenyar a la gent a ser feliç amb el seu propi cos.

## Causes
L'anorèxia nerviosa no només consisteix a deixar de menjar per por d'engreixar, també suposa no agradar-se a un mateix, no acceptar-se com a persona. S'associa la primesa a la recerca de la perfecció i de la felicitat. Per això les persones afectades limiten la quantitat d'aliments que ingereixen. Es tracta, generalment, de persones introvertides que tendeixen a aïllar-se.
A més de la influència en persones sensibles a la necessitat de reconeixement dels missatges i valors de la societat respecte a la figura corporal ideal (Vegeu Cànon estètic i Cosificació), la tendència a l'addicció també és un factor important. L'anorèxia es pot entendre com un comportament addictiu inconscient a causa d'una autoestima ferida a conseqüència de la persecució inútil de metes inassolibles. Seria al principi un mecanisme de defensa no racional per a no fer conscient el fracàs i dolor associat que representaria adonar-se de l'enorme diferència entre l'ideal imposat per la societat. La majoria de persones anorèxiques reconeixen que el seu estat de desnutrició és addictiu perquè satisfà una necessitat emocional important, com per exemple l'autocontrol o l'asexualitat, i els cal per a alleujar la tensió nerviosa o l'estrès.
Així, l'inici de l'anorèxia es relaciona amb la no acceptació dels canvis corporals durant l'adolescència, amb un increment ràpid de pes, amb canvis importants en la vida, amb complexos referents al físic o amb problemes de relació. Cal dir també que quatre de cada cinc casos apareix quan es comença una dieta d'aprimament sense cap mena de control professional.
Quan la malaltia ja està avançada es produeix una distorsió de la imatge corporal: la persona es veu grassa encara que no siga així, i com "grassa" per a ella és un defecte, intenta assolir la perfecció i mai no pararà de voler aprimar.

## Manifestacions i símptomes
- Referit al menjar:
  - Prefereixen menjar sols/-es
  - Es preocupen exageradament pel contingut de calories dels aliments i per les dietes d'aprimar-se.
  - Eviten el consum de determinats aliments, especialment els que porten més greix i calories: dolços, pa, patates, arròs, cigrons, mongetes i altres. Cada dia eliminen més aliments, quedant solament verdures, fruites i aliments "light". Poden fins i tot evitar els líquids. A més poden presentar un interès especial per la nutrició dels restants membres de la família.
  - S'oposen a menjar quantitats normals a pesar dels precs, recomanacions, ordres i/o amenaces dels familiars i fins i tot dels metges.
  - Vomiten d'amagat després de menjar.
- Referit al pes:
  - Es queixen freqüentment d'estar grasses/os, tot i que s'està prim.
  - Es neguen a mantenir un pes igual o superior al valor mínim que correspon a la seva edat i alçada.
  - Es produeix una pèrdua important de pes
- Augmenten l'activitat física per a afavorir la pèrdua de pes.
- Utilitzen diürètics, laxants o herbes aprimadores
- Se'ls nota la pell seca i pàl·lida.[3]
- Trastorns psicològics:
  - Presenten agressivitat, tristesa i aïllament de la família i amics.
  - Jutgen la seva vida des de la visió de la imatge personal, la bellesa, el triomf...
  - Es concentren en els estudis però amb més dificultats que abans.
- Presenten irregularitats i pèrdua de la menstruació.
- Tenen fred i presenten estrenyiment.

## Conseqüències
L'anorèxia afecta la majoria dels sistemes de l'organisme. Per exemple, afecta el sistema nerviós causant apatia, irritabilitat i depressió, pensaments confusos, memòria pobre i insomni, i es pot produir la mort per les complicacions mèdiques derivades. El fet de no tenir prou massa corporal fa que les dones deixin de tenir la regla (amenorrea), i si això ocorre durant prou temps pot tornar-se irreversible, encara que més tard la dona recuperi el seu pes normal i la salut. En els homes produeix problemes d'erecció. En homes i dones un símptoma de l'anorèxia és la manca d'interès sexual.
La poca quantitat de reserves energètiques pot tenir com a conseqüències alguns altres efectes, com:
- Major intolerància al fred, ja que l'anorèxic sol sentir més fred que la mitjana de les altres persones;
- Atròfia muscular, ja que els músculs i els teixits en general necessiten proteïnes i nutrients per a regenerar-se;
- Osteopènia i osteoporosi (pèrdua d'os).
- Reducció de la qualitat i de l'aspecte d'ungles, pell i cabell; pèrdua de cabell; pell seca, groguenca i coberta de pèl fi;
- Edemes (peus i mans inflades);
- Anèmia, a causa de la ingesta insuficient de ferro i proteïnes (aproximadament una tercera part dels anorèctics en té);
- Afectació del sistema cardiovascular: miocardiopatia (el cor es debilita), apareix bradicàrdia i hipotensió arterial;[6]
- Augment de la susceptibilitat a infeccions a causa de la baixada de defenses per manca de nutrients o leucopènia (un 50% dels anorèctics ho pateix);
- Dolor abdominal en asseure's degut a la pèrdua de greix;
- Pot provocar diabetis insípida;[7]
- Disminució de la grandària de les genives, menor duresa dental i hipertròfia de les glàndules salivals;
- Trastorns hormonals: amenorrea;
- Trastorns neuorpsiquiàtrics: anorgàsmia i frigidesa; convulsions, pensament dispers, parestèsies (pèrdua de sensació en els membres).

En casos de major gravetat pot haver deshidratació, arrítmies importants, malnutrició greu, xoc, i mort per inanició. A Espanya, la mortalitat per anorèxia actualment es troba entre el 5% i el 10% de les persones que la pateixen.
L'anorèxia nerviosa també ha estat associada amb alteracions interoceptives. Les persones que pateixen anorèxia nerviosa sovint desenvolupen insensibilitat cap a les senyals interoceptives de la gana. Alhora, presenten percepcions distorsionades, tant interoceptives (vagues sensacions de plenitud o incapacitat de reconeixement dels estats corporals) com exteroceptives (por d'engreixar).

## Incidència
L'anorèxia afecta especialment a dones, tot i que el nombre de casos d'anorèctics homes està en augment. Actualment a Espanya el 90% d'afectats són dones i el 10% són homes.
Es tracta d'un trastorn alimentari tradicionalment relacionat amb adolescents, però cada vegada es detecten més casos en edats adultes i infantils. Per exemple, a Espanya hi ha casos de nens i nenes anorèctics de sis anys, hom calcula que al voltant del 6% de la població entre els dotze i els vint-i-un anys té algun tipus de trastorn del comportament alimentari (anorèxia o un altre) i està en augment el nombre de casos d'anorèxia entre dones de vint-i-cinc a quaranta anys.
L'Associació Contra l'Anorèxia i la Bulímia calcula que un 10% d'anorèctics a Espanya té almenys un familiar que ha sofert també un trastorn alimentari.

## Tractament
Aquesta malaltia ha de ser tractada per un professional, pot consultar amb un metge de capçalera o en la clínica corresponent, perquè aquí ho derivaran generalment un metge psiquiatre o a un especialista en aquesta malaltia.
La fita terapèutica és restablir el pes corporal normal i resoldre les dificultats psicològiques.
El metge farà un diagnòstic de l'estat de la persona, i segons el resultat aconsellarà el tractament, que pot ser d'hospitalització o pot ser en la casa (la família i persones relacionades amb la pacient ha de rebre també orientació i ajuda). El tractament, en ambdós casos, pretén corregir les anomalies metabòliques, causades per la malaltia, i a poc a poc augmentar l'alimentació i el pes de la pacient i tractar els trastorns físics i mentals ocasionats. Algunes vegades és necessari receptar alguns fàrmacs també.
Alguns pacients desenvolupen obesitat després del tractament. De 2 a 6% dels malalts mor per complicacions del trastorn o per suïcidi.

## Anorèxia i bulímia
Molts dels símptomes de l'anorèxia nerviosa són compartits amb els de la bulímia nerviosa; de fet, del 30% al 50% dels adolescents bulímics també compleixen els criteris de l'anorèxia nerviosa a l'inici de la seva malaltia. L'anorèxia és menys freqüent que la bulímia i té l'avantatge que, al contrari del que ocorre en un afectat de bulímia (que pot semblar exteriorment saludable, amb pes normal), l'anorèxia pot ser de vegades més fàcil de detectar per la disminució de pes que comporta. S'estima que, entre les dones adolescents i joves, un 4% pateixen algun tipus de trastorn de la conducta alimentària i un 20% pertany al "grup de risc".

## La influència social
En aquests trastorns és important valorar la influència social que s'exerceix, avui dia, sobre la necessitat d'aprimar-se.
Per exemple, als mitjans de comunicació trobem constantment dietes, aliments light, aparells i tota mena de sistemes per aconseguir un cos sense greixos. També, a través de la moda, el cos ideal ha esdevingut mancat de les corbes pròpiament femenines i s'ha marcat una estètica que masculinitza el cos femení.
Podríem dir que hi ha diversos consells per prevenir els trastorns alimentaris:
- En aquestes malalties és important una bona prevenció. La mateixa malnutrició pot deteriorar profundament la ment de la persona afectada, per la qual cosa com més instaurada està la malaltia més costa de retrobar l'equilibri; Per això, canviar o preservar certs hàbits evitarà que les persones més properes (fills, germans...) arribin a patir algun trastorn alimentari.
- Menjar a taula i si pot ser acompanyat, millor.
- Evitar engolir qualsevol cosa directament des de la nevera o pel carrer, és a dir, no menjar a deshores.
- Menjar amb les persones més properes ens farà retrobar la vinculació social, i així aconseguir convertir el fet de menjar en un acte agradable.
- Defugir els comentaris habituals sobre l'aspecte físic, sobretot si són negatius.
- Dintre dels aliments saludables, no fer cap limitació i evitar fer reflexions sobre dietes o aliments baixos en calories, ja que poden imitar els afanys per aprimar-se dels pares.[13]

## Criteris per al diagnòstic de F50.0 anorèxia nerviosa (307.1)
- Rebuig a mantenir el pes corporal igual o per sobre del valor mínim normal considerant l'edat i la talla (com pèrdua de pes que dona lloc a un pes inferior al 85% de l'esperat, o fracàs a l'hora d'aconseguir un augment de pes normal durant el període de creixement, que dona com a resultat un pes corporal inferior al 85% del pes esperat).

- Por intensa de guanyar pes de convertir-se en obès, fins i tot tenint un pes per sota del normal.

- Alteració de la percepció del pes o la silueta corporal, exageració de la seva importància en l'autoavaluació o negació del perill que comporta el baix pes corporal.

- En les dones postpuberals, presència d'amenorrea; com absència d'almenys tres cicles menstruals consecutius. Es considera que una dona presenta amenorrea quan les menstruacions apareixen únicament amb tractaments hormonals.[14]